# Леви, Ганс
Ганс Леви (нем. Hans Lewy, 20 октября 1904 — 23 августа 1988) — американский математик, лауреат престижных международных премий.

## Биография
Родился в 1904 году в Бреслау (Германская империя) в еврейской семье. В 1922 году поступил в Гёттингенский университет, где изучал математику и физику. В 1926 году защитил диссертацию, и стал ассистентом у Рихарда Куранта, получив должность приват-доцента Гёттингенского университета.
По рекомендации Куранта Леви получил грант Фонда Рокфеллера, на который в 1928 году отправился в Рим, где изучал алгебраическую геометрию у Туллио Леви-Чивита и Федериго Энриквеса, а в 1930 году — в Париж, где присутствовал на семинаре Жака Адамара.
После того, как в 1933 году канцлером Германии был избран Адольф Гитлер, Леви по совету Герберта Буземана снова покинул Германию. Ему была предложена должность в Мадриде, но он отказался, испытывая недоверие к режиму Франко. Он вновь посетил Францию и Италию, но затем при помощи Адамара получил на два года должность в США в Брауновском университете. По окончании срока пребывания в должности он переехал в Калифорнийский университет в Беркли.
Во время Второй мировой войны Ганс Леви получил лицензию пилота, но потом стал работать на Абердинском испытательном полигоне. В 1950 году он был уволен из Беркли за отказ подписать клятву лояльности. В 1952 и 1953 годах он преподавал в Гарвардском и Стэнфордском университетах, пока Высший суд штата Калифорния не восстановил его в должности. Он покинул Беркли в 1972 году, а в 1973 году стал одним из первых двух ордуэевских профессоров в Миннесотском университете.

## Научные достижения
Ганс Леви был знаменит своими работами в области дифференциальных уравнений в частных производных и многомерного комплексного анализа. В его честь назван Критерий Куранта — Фридрихса — Леви.

## Членство в академиях
- Национальная академия наук США (1964)
- Американская академия искусств и наук
- Национальная академия деи Линчеи (1972)

## Награды и отличия
- Премия Стила (1979)
- Премия Вольфа в области математики (1986)